# Coccinellinae
Coccinellinae, potporodica bubamara u porodici Coccinellidae. Sastoji se od trinaest tribusa. Ime dolazi po najvažnijem rodu crnopjegih bubamara Coccinella.

## Tribusi
1. tribus Azyini Mulsant, 1850
2. tribus Chilocorini Mulsant, 1846
3. tribus Coccidulini Mulsant, 1846
4. tribus Coccinellini Latreille, 1807
5. tribus Cranophorini Mulsant, 1850
6. tribus Cynegetini Thomson, 1866
7. tribus Epilachnini Mulsant, 1846
8. tribus Epivertini Pang & Mao, 1979
9. tribus Eremochilini Gordon & Vanderberg, 1987
10. tribus Monocorynini Miyatake, 1988
11. tribus Poriini Gordon, 1994
12. tribus Telsimiini Casey, 1899
13. tribus Tetrabrachini Kapur, 1948